# Starz
«STARZ» (в 1994—2005 — «Starz!») — американский кабельный и спутниковый телевизионный канал.

## История
Starz! был запущен 1 февраля 1994 года. Канал Starz изначально назывался «Starz!», но в 2005 году восклицательный знак убрали.
Starz — это американский платный канал, который показывает новинки киноиндустрии и сериалы. Кроме фильмов Starz показывает сериалы, в том числе и собственного производства. На 2018 год канал имел более 28 миллионов подписчиков.
5 апреля 2016 года произошёл ребрендинг, новый логотип был стилизован как «STARZ». Частью процедуры стало включение в список транслируемых телеканалов каналов Encore, тем самым Starz мог предлагать зрителю 14 каналов с премиум контентом. Главный телеканал был переименован в Starz Encore, помимо фильмов там транслировались повторы программ Starz Originals.
30 июня 2016 года Lionsgate согласился купить Starz Inc. за 4,4 млрд долл. наличными и акциями; сделка завершилась 8 декабря.
В апреле 2019 года телеканал подвергся критике со стороны медиа и Electronic Frontier Foundation за подачу в Twitter со ссылкой на DMCA требований удалить твиты со ссылками на новости, где обсуждалось пиратство (но не было ни пиратского контента, ни ссылок на него). В итоге Starz принёс извинения, объяснив рассылку DMCA ошибкой своего подрядчика — компании The Social Element.

## Телепродукция
Сериалы, транслируемые каналом Starz:
- «Спартак: Кровь и песок»
- «Столпы Земли»
- «Камелот»
- «Босс»
- «Волшебный город»
- «Спартак: Боги арены»
- «Спартак: Месть»
- «Демоны Да Винчи»
- «Спартак: Война проклятых»
- «Чёрные паруса»
- «Чужестранка»
- «Эш против зловещих мертвецов»
- «Власть в ночном городе»
- «Американские боги»
- «А теперь Апокалипсис»
- «Ладья» (2019)
- «По ту сторону»
- «Семья чёрной мафии»